# Epiro
Épiro o Epiro (en griego: Ήπειρος, Épeiros, lit. 'continente') es una región geográfico-histórica de los Balcanes habitada en la antigüedad por diversas tribus griegas y hoy compartida por Grecia y Albania. En la actualidad la mayor parte de esta región es una de las 13 periferias de Grecia llamada periferia de Epiro y la parte de Albania es conocida como Epiro Septentrional. Sus límites eran: al norte con Iliria y Macedonia, al sur con el golfo de Ambracia y Etolia, al este con Tesalia y al oeste con el mar Jónico. El sector central y septentrional de Epiro durante la antigüedad clásica constituía la región llamada Molosia. El sistema montañoso llamado Pindo separa esta región de Tesalia.
Fue, y sigue siendo, una región agraria en la que se cultiva sobre todo trigo y otros cereales, verduras, frutas, olivos y tabaco.
Toda la región mantuvo frecuentes guerras con su vecina Macedonia, excepto en el período en que los reyes Molosia firmaron lazos de amistad con Filipo II de Macedonia que se casó con la princesa Olimpia de Epiro hija de Neoptólemo, y futura madre de Alejandro Magno. Su máximo esplendor lo tuvo a finales del siglo IV y principios del III a. C. con el rey Pirro. Su principal ciudad era Dodona famosa por su oráculo y ubicada en el reino subordinado de Molosia. Durante el reinado de Alejandro de Epiro, la residencia real fue establecida en la ciudad de Butrinto. En el año 146 a. C. pasó a formar parte del Imperio romano. En el siglo IV, con la división del imperio, este pasó a ser parte del dominio oriental, también conocido como imperio bizantino de Constantinopla. En el siglo XIV constituía un reino medieval que llegó a ser vasallo de Albania; en 1430, la región se hallaba bajo el poder del Imperio otomano.
Después de las guerras de los Balcanes (1912-1913), el sur pasó a ser parte de la actual Grecia y la zona norte de Epiro fue incorporada a Albania (Epiro Septentrional).

## Nombre y etimología

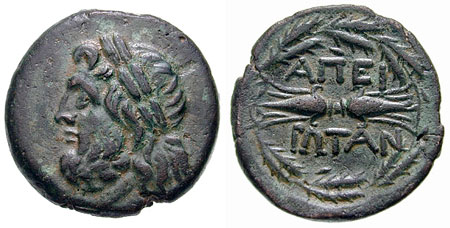
Moneda de la Liga Epirota, mostrando a Zeus (izquierda) y a un rayo con la palabra "ΑΠΕΙΡΩΤΑΝ" – "Epirotas" (derecha).

El nombre Épiro se deriva del griego: Ἤπειρος, Ḗpeiros (en dórico: Ἄπειρος, Ápeiros), que significa 'continente' o 'tierra firme'. Se cree que proviene de la raíz indoeuropea apero-, 'costa', y se aplicó originalmente a la parte continental frente a Corfú y las islas Jónicas. El nombre local fue marcado en la acuñación de la Liga Epirota: ΑΠΕΙΡΩΤΑΝ (Ἀπειρωτᾶν, Āpeirōtân, en ático: Ἠπειρωτῶν, Ēpeirōtôn, es decir, 'de los Epirotas', ver imagen de la moneda). El nombre albanés de la región es Epiri, que deriva del griego.

## Liga Epirota
La Liga Epirota fue una federación del noroeste que reunió a varias tribus (ethnè), entre finales del siglo IV e inicios del siglo II a. C. Las principales tribus epirotas fueron los molosos, los tesprotos y los caones. La liga estaba dirigida por un hegemon ('jefe'), designado por la asamblea federal, quien muy a menudo era el rey moloso.
La liga se disolvió en 170 a. C. al principio de la tercera guerra macedónica, momento en que los molosos decidieron aliarse al rey de Macedonia Perseo, mientras que los tesprotos y los caones optaron por la alianza con los romanos.